# 磐石

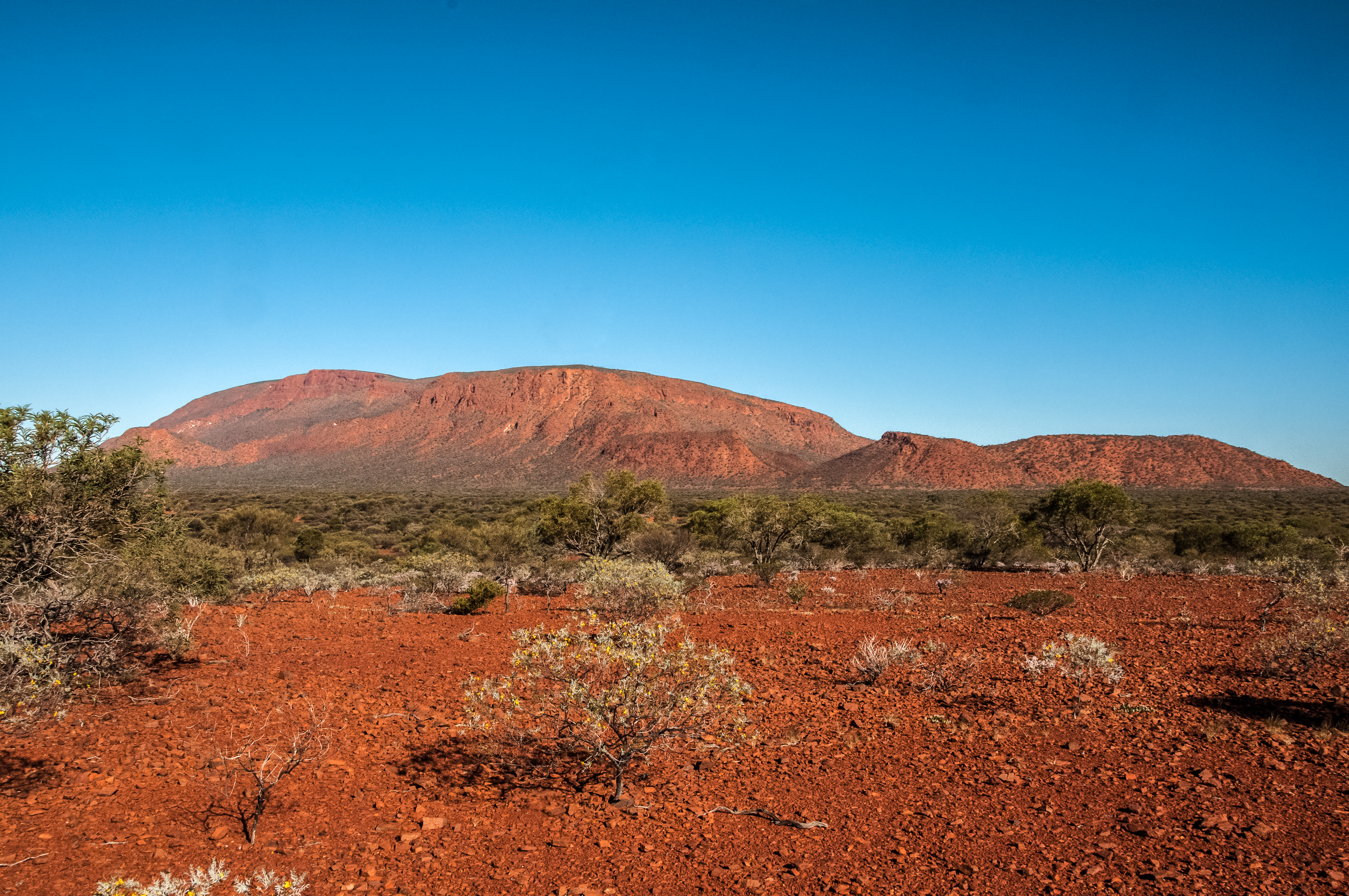
奧古斯特山，世界上最大的单体岩石 (Note: 虽然多家中文媒体均报道乌鲁鲁巨石为世界上最大的单体岩石，但这一说法并不准确。奧古斯特山的面积足足有乌鲁鲁巨石的2.5倍大。)

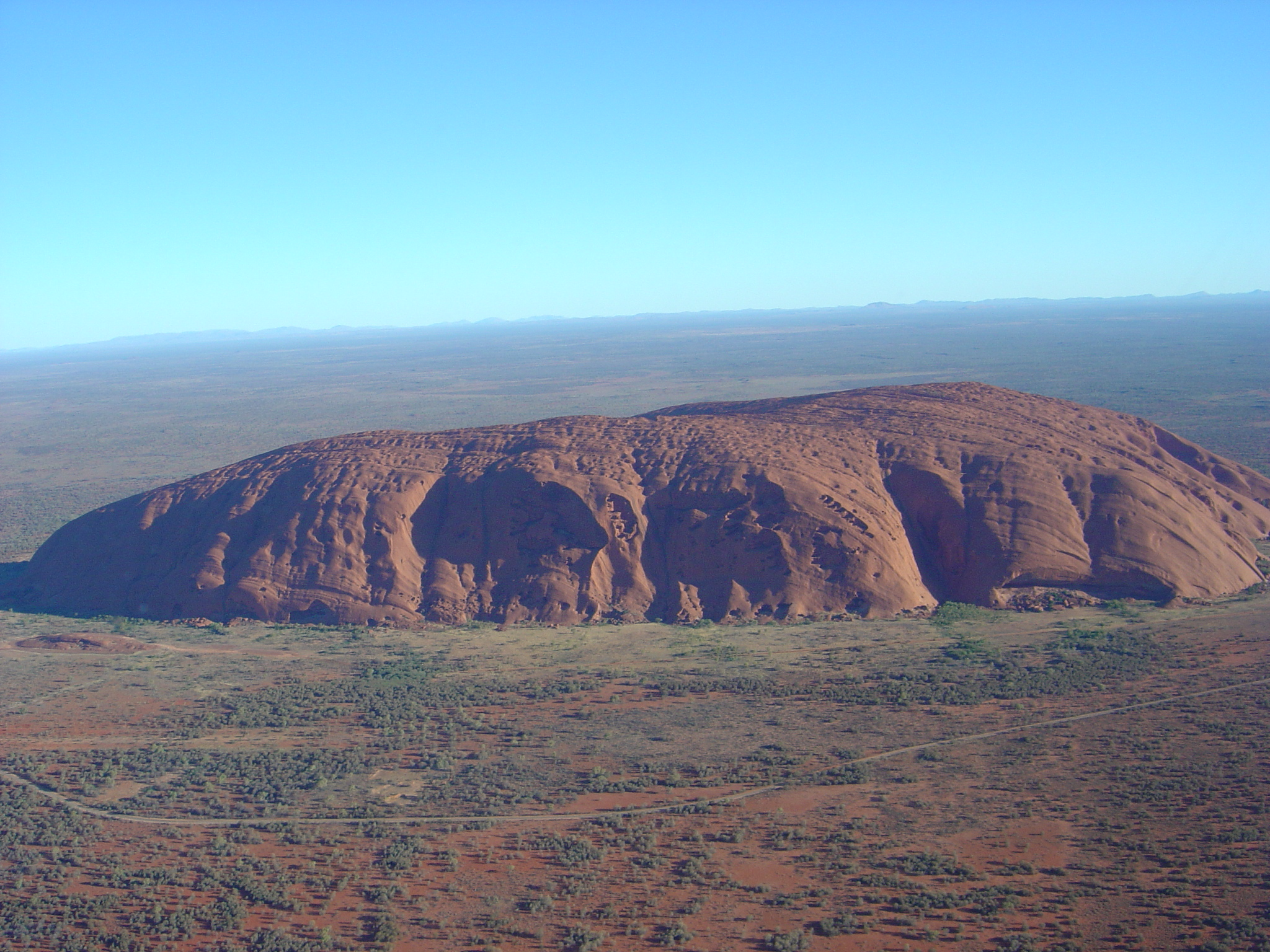
乌鲁鲁巨石，世界上最出名的单体岩石

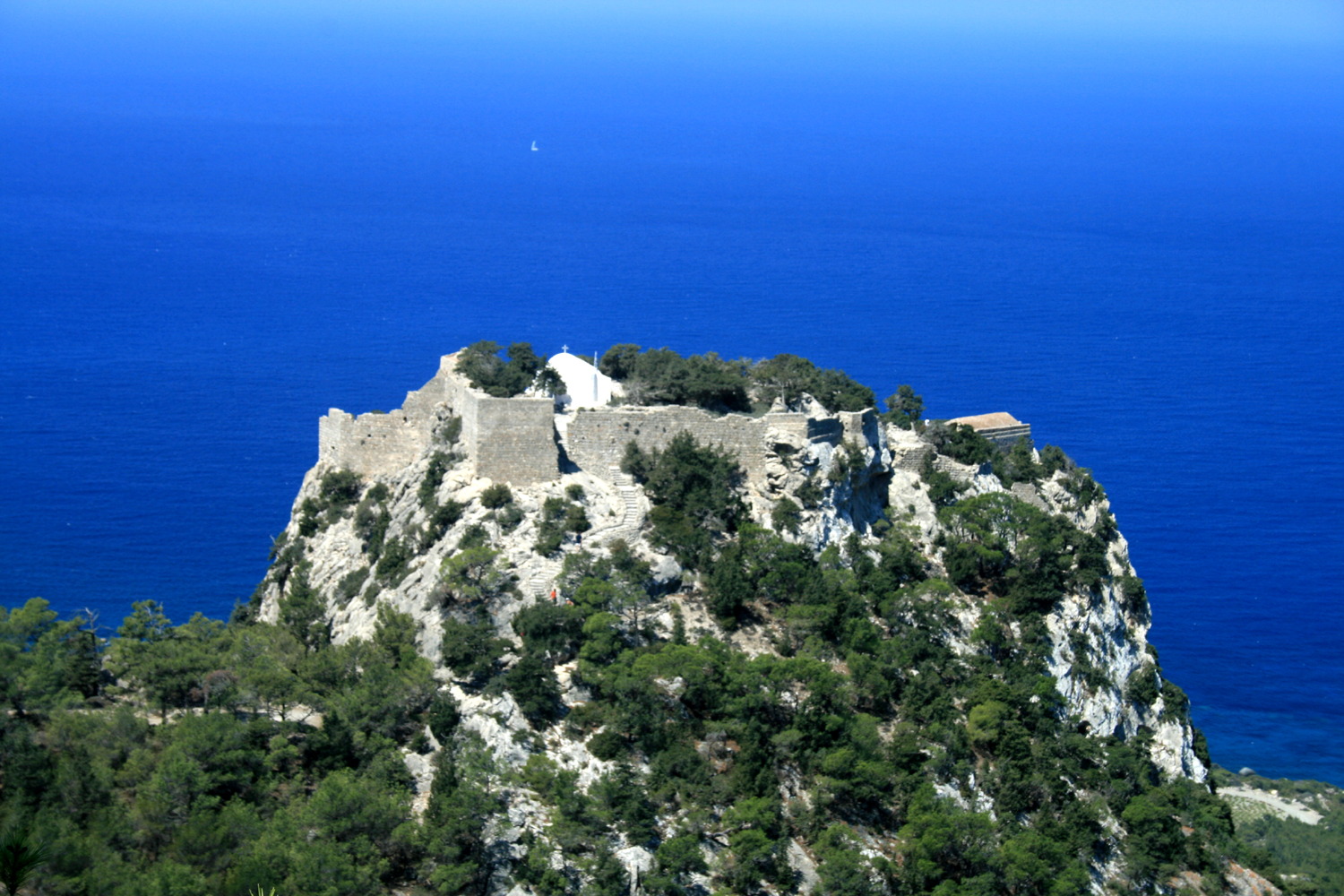
羅德島的磐石

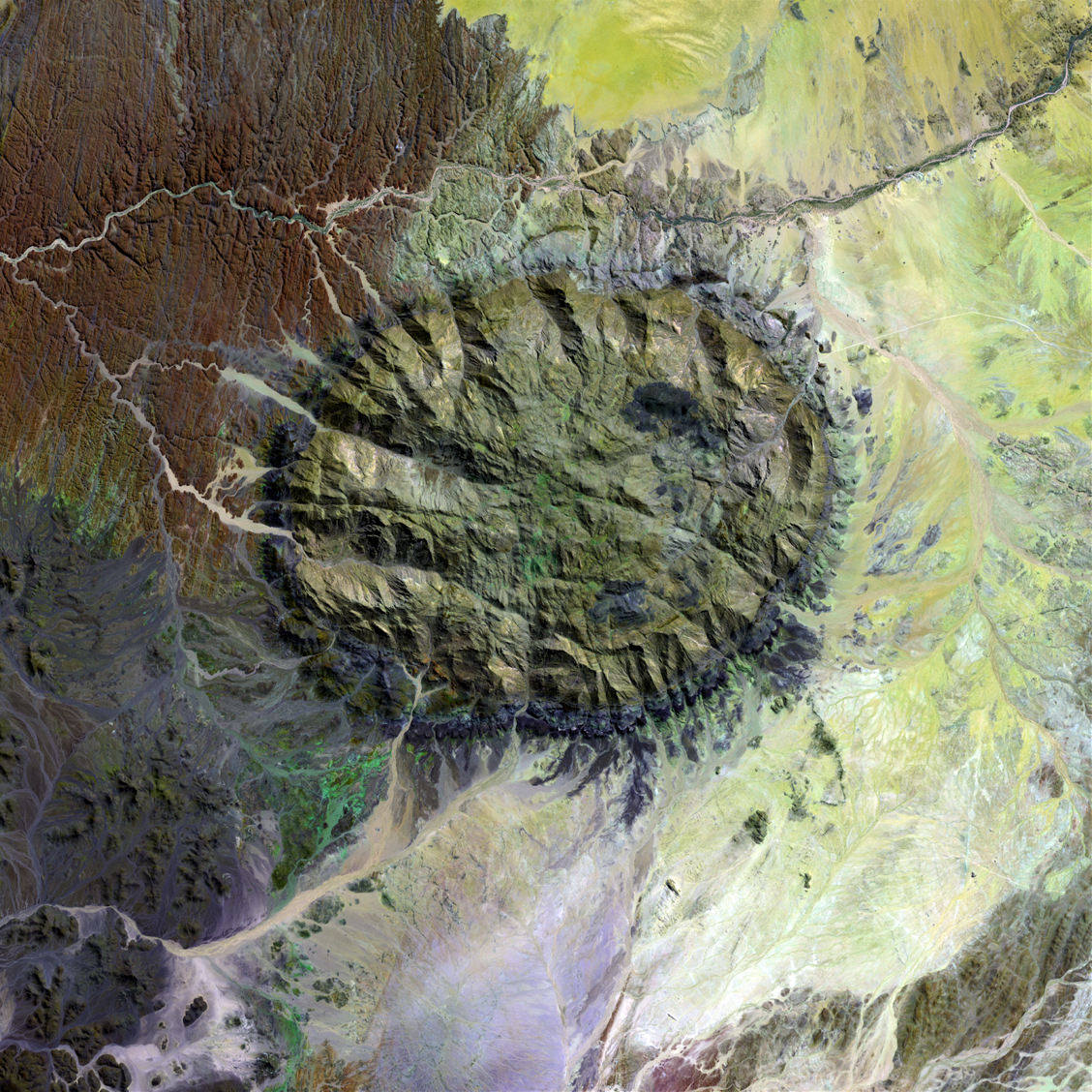
納米比亞的磐石

磐石或单体岩石（英文：Monolith）是指巨大的石頭，例如一些石山，但更常說的情況是指單獨的大块石頭，通常為火成岩或變質岩。磐石的形成多數為因侵蝕作用使得岩脈裸露。在世界各地都有不少磐石，一般都是在海邊。

## 世界最大的单体岩石
位于澳大利亚西澳大利亚州内陆沙漠地区的奧古斯特山（英文：Mount Augustus）是世界最大的单体岩石。奧古斯特山的海拔高度高於海平面1,106（3,629英尺），高於附近地面860（2,820英尺）。该山的底面積達4795公頃。据中文版乌鲁鲁官方网站以及多家英文媒体报道，该山为世界最大的单体岩石，但也有学者对该说法提出了异议。